# Australische Leichtathletik-Meisterschaften 2016
Die 94. Australischen Leichtathletik-Meisterschaften wurden vom 31. März bis 3. April 2016 im Olympic Park von Sydney ausgetragen. Die Wettkämpfe dienten auch als Qualifikationsmöglichkeit für die später im Jahr stattfinden Olympischen Sommerspiele in Rio de Janeiro.
Ausgelagert waren der Sieben- und Zehnkampf, die zuvor am 31. März und 1. April 2016 im Rahmen der World Athletics Challenge - Combined Events-Serie an gleicher Stelle bestritten wurden.

## Medaillengewinner

### Frauen
| Disziplin          | Gold               | Leistung        | Silber            | Leistung        | Bronze             | Leistung        |
| ------------------ | ------------------ | --------------- | ----------------- | --------------- | ------------------ | --------------- |
| 100 m              | Melissa Breen      | 11,53 s         | Christine Wearne  | 11,71 s         | Ashleigh Whittaker | 11,77 s         |
| 200 m              | Ella Nelson        | 22,59 s         | Jessica Thornton  | 23,27 s         | Monica Brennan     | 23,57 s         |
| 400 m              | Morgan Mitchell    | 51,84 s         | Jessica Thornton  | 52,33 s PB      | Anneliese Rubie    | 52,90 s         |
| 800 m              | Brittany McGowan   | 2:04,13 min     | Selma Kajan       | 2:04,65 min     | Tamsyn Manou       | 2:04,84 min     |
| 1500 m             | Heidi See          | 4:14,17 min     | Linden Hall       | 4:14,41 min     | Jenny Blundell     | 4:15,12 min     |
| 5000 m             | Genevieve LaCaze   | 15:43,83 min    | Milly Clark       | 15:47,65 min PB | Victoria Mitchell  | 15:58,35 min    |
| 100 m Hürden       | Michelle Jenneke   | 12,93 s         | Brianna Beahan    | 13,03 s PB      | Daniela Roman      | 13,29 s PB      |
| 400 m Hürden       | Lauren Wells       | 56,89 s         | Sara Klein        | 57,99 s PB      | Lyndsay Pekin      | 58,13 s         |
| 3000 m Hindernis   | Madeline Hills     | 9:38,63 min     | Genevieve LaCaze  | 9:49,41 min     | Victoria Mitchell  | 9:52,99 min     |
| 10.000 m Bahngehen | Bekki Smith        | 43:08,48 min PB | Tanya Holliday    | 44:33,87 min PB | Clara Smith        | 47:17,64 min PB |
| Hochsprung         | Eleanor Patterson  | 1,90 m          | Zoe Timmers       | 1,87 m =PB      | Hannah Joye        | 1,83 m          |
| Stabhochsprung     | Liz Parnov         | 4,30 m          | Nina Kennedy      | 4,20 m          | Vicky Parnov       | 4,10 m          |
| Weitsprung         | Brooke Stratton    | 6,68 m          | Jessica Penney    | 6,60 m =PB      | Chelsea Jaensch    | 6,40 m          |
| Dreisprung         | Meggan O’Riley     | 13,42 m PB      | Ellen Pettitt     | 13,23 m         | Tay-Leiha Clark    | 13,17 m PB      |
| Kugelstoßen        | Chelsea Lenarduzzi | 15,41 m PB      | Christie Baker    | 14,54 m         | Brianna Bortolanza | 13,87 m PB      |
| Diskuswurf         | Dani Samuels       | 63,44 m         | Taryn Gollshewsky | 58,71 m         | Kimberley Mulhall  | 52,82 m         |
| Hammerwurf         | Lara Nielsen       | 65,33 m         | Alexandra Hulley  | 63,19 m         | Kaysanne Hockey    | 58,96 m         |
| Speerwurf          | Tianah List        | 51,56 m PB      | Monique Cilione   | 50,53 m         | Karen Clarke       | 46,12 m         |
| Siebenkampf        | Sophie Stanwell    | 5572 Punkte     | Kiara Reddingius  | 5490 Punkte PB  | Casidhe Simmons    | 5428 Punkte     |

### Männer
| Disziplin          | Gold             | Leistung        | Silber          | Leistung       | Bronze                | Leistung        |
| ------------------ | ---------------- | --------------- | --------------- | -------------- | --------------------- | --------------- |
| 100 m              | Alex Hartmann    | 10,35 s         | Jack Hale       | 10,40 s        | Aaron Stubbs          | 10,41 s         |
| 200 m              | Alex Hartmann    | 20,43 s         | Ryan Bedford    | 21,03 s        | Will Johns            | 21,16 s         |
| 400 m              | Steven Solomon   | 45,50 s         | Luke Stevens    | 46,05 s PB     | Alexander Beck        | 46,26 s         |
| 800 m              | Luke Mathews     | 1:46,20 min     | Alex Rowe       | 1:47,31 min    | Mason Cohen           | 1:47,41 min PB  |
| 1500 m             | Ryan Gregson     | 3:37,76 min     | Jordan Gusman   | 3:39,14 min PB | Ryan Pyke             | 3:40,65 min     |
| 5000 m             | Sam McEntee      | 13:37,95 min    | Brett Robinson  | 13:38,43 min   | Ben St. Lawrence      | 13:38,61 min    |
| 110 m Hürden       | Justin Merlino   | 13,81 s         | Jack Conway     | 14,15 s        | Ben Khongbut          | 14,40 s         |
| 400 m Hürden       | Leigh Bennett    | 50,67 s         | Tristan Thomas  | 51,89 s        | Raymond Smith         | 53,29 s         |
| 3000 m Hindernis   | James Nipperess  | 8:42,41 min     | Stewart McSweyn | 8:49,24 min PB | Jack Colreavy         | 8:51,89 min PB  |
| 10.000 m Bahngehen | Dane Bird-Smith  | 38:44,61 min PB | Tyler Jones     | 43:39,86 min   | Jay Felton            | 44:30,04 min PB |
| Hochsprung         | Tom Brennan      | 2,17 m          | Joel Baden      | 2,17 m         | Nik Bojic             | 2,13 m          |
| Stabhochsprung     | Kurtis Marschall | 5,55 m PB       | Max Mishchenko  | 5,23 m PB      | Angus Armstrong       | 5,23 m          |
| Weitsprung         | Fabrice Lapierre | 8,27 m          | Henry Frayne    | 8,16 m         | Tom Soliman           | 7,81 m          |
| Dreisprung         | Alwyn Jones      | 16,38 m         | Tetteh Anang    | 16,33 m PB     | Sean Barnes           | 15,71 m PB      |
| Kugelstoßen        | Matt Cowie       | 16,98 m         | Todd Hodgetts   | 15,92 m        | Shane Carstairs       | 15,40 m         |
| Diskuswurf         | Matthew Denny    | 60,47 m         | Julian Wruck    | 58,74 m        | Michael Vassilopoulos | 51,36 m         |
| Hammerwurf         | Matthew Denny    | 68,44 m         | Huw Peacock     | 66,64 m        | Ned Weatherly         | 64,34 m PB      |
| Speerwurf          | Hamish Peacock   | 82,84 m         | Joshua Robinson | 81,08 m        | Luke Cann             | 78,04 m         |
| Zehnkampf          | Cedric Dubler    | 8144 Punkte PB  | Jake Stein      | 7643 Punkte PB | David Brock           | 7517 Punkte     |